# Christoph von Reutern
Christoph von Reutern (* 29. Juni 1839 in Düsseldorf; † 6. Januar 1859 ebenda) war ein deutscher Porträtmaler der Düsseldorfer Schule.

## Leben
Christoph von Reutern war ein Spross des baltischen Adelsgeschlechtes Reutern. Sein Vater war der russische Kavallerie-Oberstleutnant a. D. Gerhardt Wilhelm von Reutern, seine Mutter war Charlotte, geborene von Schwertzell (1797–1854), Tochter des Rittmeisters a. D. Georg Ludwig Wilhelm von Schwertzell, Herrn zu Willingshausen (1756–1833). Durch seine Schwester Elisabeth von Reutern (1821–1856) wurde er 1841 Schwager des russischen Dichters Wassili Andrejewitsch Schukowski. 
Als Christoph von Reutern 1839 in Düsseldorf geboren wurde, ließ sich sein Vater durch Wilhelm von Schadow zum Kunstmaler ausbilden. Christoph von Reutern selbst war zunächst Schüler seines Vaters in Frankfurt am Main, wohin die Familie 1844 gezogen war. Nach weiterer künstlerischer Ausbildung bei Edward von Steinle zog er Mitte der 1850er Jahre nach Düsseldorf. Dort schrieb er sich zum Malereistudium an der Kunstakademie Düsseldorf ein. Ab 1855 besuchte er die 2. Malklasse unter Theodor Hildebrandt, der Jahre zuvor seinen Vater unterrichtet hatte. 1856 erhielt er Anatomieunterricht bei Heinrich Mücke und kunstgeschichtliche Unterweisungen bei Andreas Müller. 1857 besuchte er die Klasse für Historien- und Genremaler bei Karl Müller, 1858 schließlich die Malklasse von Karl Ferdinand Sohn, der seine Leistungen als „sehr gut“ benotete.
Christoph von Reutern starb im Alter von 19 Jahren in Düsseldorf. Sein Leichnam wurde nach Frankfurt am Main überführt und dort bestattet.
Ein von Christoph von Reutern gemaltes Porträt seines Vaters befand sich 1901 auf einer Jubiläumsausstellung in Riga.